# Sakine Cansız

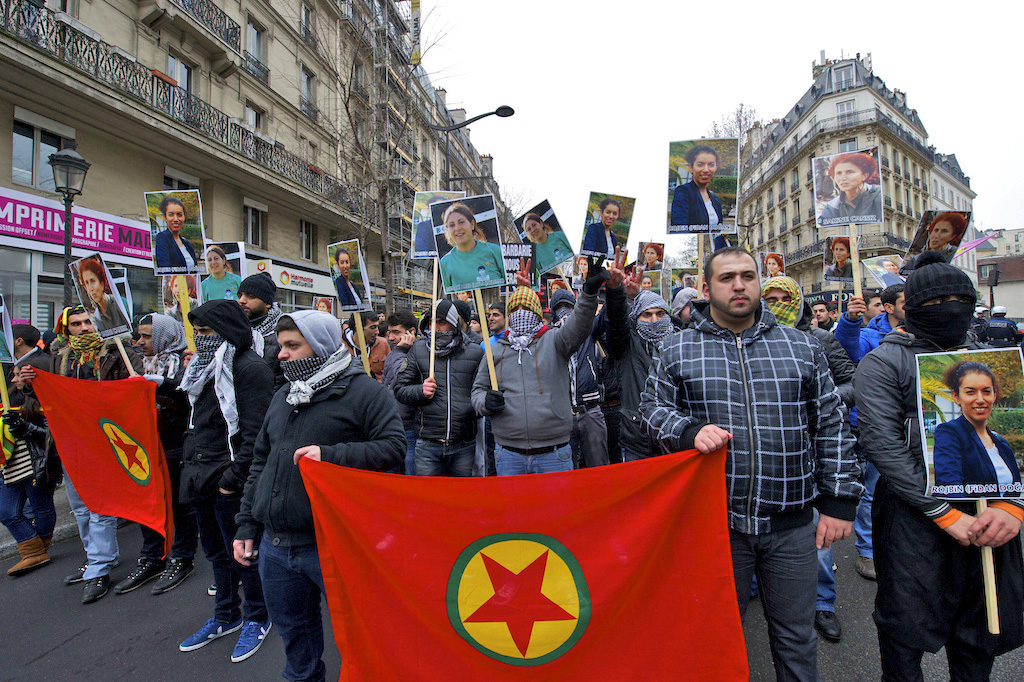
Manifestación de enero de 2013 en París para exigir justicia por el triple asesinato de las activistas kurdas Sakine Cansız, Fidan Doğan y Leyla Soylemez.

Sakine Cansız (1958-9 de enero de 2013) fue una activista kurda y cofundadora del Partido de los Trabajadores del Kurdistán (PKK). En la década de los 80, fue detenida y torturada por la policía turca. Estrecha colaboradora de Abdullah Öcalan y alto miembro del PKK, fue asesinada a tiros en París, Francia, el 9 de enero de 2013, con otras dos activistas kurdas, Fidan Doğan y Leyla Soylemez.

## Primeros años
Cansız nació alrededor de 1958 en Tunceli, una ciudad en el este de Turquía, en una familia aleví. En su juventud en la década de 1970, comenzó a participar en las actividades revolucionarias, que no fueron aprobados por su familia. Ella huyó a Ankara donde conoció a Abdullah Öcalan, con el que trabajaría en estrecha colaboración. En una entrevista, ella dijo de este periodo:
En un sentido abandoné la familia. No acepté esa presión, insistiendo en el revolucionarismo. Así es como me dejé y me fui a Ankara, en secreto, por supuesto

## Activismo
Cansız fue arrestada en 1979 poco después de graduarse de la escuela secundaria. De acuerdo con The Guardian, fue arrestada poco después del Golpe de Estado en Turquía de 1980.

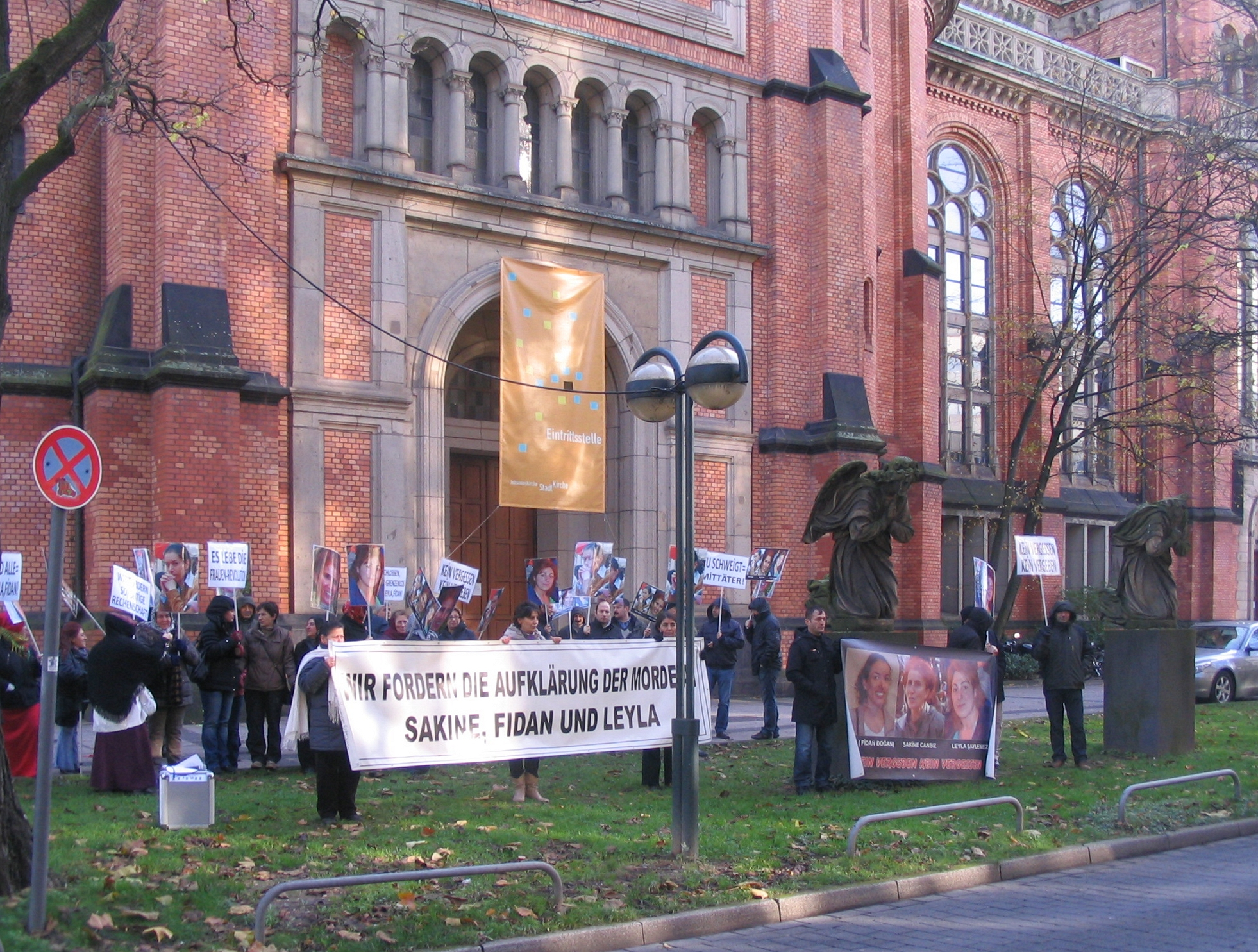
Manifestación en Düsseldorf por su muerte.

Ella fue uno de los miembros fundadores del PKK (nombre en clave "Sara"), y la primera mujer miembro de alto nivel de la organización. En la reunión fundacional del PKK en Lice, en el sur de Turquía, a finales de septiembre o noviembre de 1978 (con 22 personas asistiendo), representó a Elâzığ, el centro administrativo de la provincia de Elazig. Cansız y Kesire Yıldırım, exesposa de Öcalan, eran las únicas mujeres que participaron en esta reunión. Cansız fue detenida en la década de 1980 en la prisión de Diyarbakir y torturada allí, pero siguió al frente del movimiento kurdo en la cárcel, convirtiéndose en una «leyenda entre los miembros del PKK».

## Asesinato
El 10 de enero de 2013, Cansız, de unos 50 años, fue encontrada muerta con otras dos mujeres activistas kurdas. Resultados de la autopsia indicaban que la hora de la muerte de las tres mujeres fue en algún momento de las 18:00-19:00 del día anterior. Sus cuerpos fueron encontrados en el Centro de Información del Kurdistán en París.